# Presidenti della Provincia di Cuneo
Elenco dei presidenti dell'amministrazione provinciale di Cuneo.

## Regno d'Italia (1861-1946)

### Presidenti del Consiglio provinciale (1861-1926)
- Alerino Como (1862-1865)
- Francesco Fantini (1865-1866)
- Gustavo Ponza di San Martino (1866-1876)
- Alerino Como (1877-1891)
- Carlo Buttini (1891-1901)
- Bartolomeo Gianolio (1901-1903)
- Ferdinando Siccardi (1903-1905)
- Giovanni Giolitti (1905-1925)

### Presidenti della Deputazione provinciale (1889-1926)
| Nº | Nº | Ritratto | Nome            | Mandato | Mandato | Partito                          |
| Nº | Nº | Ritratto | Nome            | Inizio  | Fine    | Partito                          |
| -- | -- | -------- | --------------- | ------- | ------- | -------------------------------- |
| 1  |    |          | Ottavio Giroldi | 1889    | 1898    | ?                                |
| 2  |    |          | Giacomo Viale   | 1898    | 1909    | ?                                |
| 3  |    |          | Luigi Moschetti | 1909    | ?       | Sinistra storica Unione Liberale |

## Italia repubblicana (dal 1946)

### Presidenti della Provincia (dal 1951)

#### Eletti dal Consiglio provinciale (1951-1995)
| Nº            | Nº            | Ritratto | Nome             | Mandato          | Mandato          | Partito              |
| Nº            | Nº            | Ritratto | Nome             | Inizio           | Fine             | Partito              |
| ------------- | ------------- | -------- | ---------------- | ---------------- | ---------------- | -------------------- |
|               |               |          | ?                | ?                | ?                | ?                    |
|               |               |          | Guido Bonino     | 1985             | 29 febbraio 1988 | Democrazia Cristiana |
|               |               |          | Giovanni Quaglia | 29 febbraio 1988 | 4 luglio 1990    | Democrazia Cristiana |
| 4 luglio 1990 | 8 maggio 1995 |          | Giovanni Quaglia |                  |                  | Democrazia Cristiana |

#### Eletti direttamente dai cittadini (1995-2014)
| Nº             | Nº             | Ritratto | Nome                                          | Mandato        | Mandato         | Partito                                    | Elezione |
| Nº             | Nº             | Ritratto | Nome                                          | Inizio         | Fine            | Partito                                    | Elezione |
| -------------- | -------------- | -------- | --------------------------------------------- | -------------- | --------------- | ------------------------------------------ | -------- |
|                |                |          | Giovanni Quaglia                              | 8 maggio 1995  | 28 giugno 1999  | Partito Popolare Italiano Unione di Centro | 1995     |
| 28 giugno 1999 | 15 giugno 2004 | 1999     | Giovanni Quaglia                              |                |                 | Partito Popolare Italiano Unione di Centro |          |
|                |                |          | Raffaele Costa                                | 15 giugno 2004 | 9 giugno 2009   | Forza Italia                               | 2004     |
|                |                |          | Gianna Gancia                                 | 9 giugno 2009  | 13 giugno 2014  | Lega Nord                                  | 2009     |
|                |                |          | Giuseppe Rossetto (Commissario straordinario) | 13 giugno 2014 | 13 ottobre 2014 | —                                          | —        |

#### Eletti dai sindaci e consiglieri della provincia (dal 2014)
| Nº              | Ritratto          | Ritratto | Nome            | Mandato           | Mandato         | Partito      | Elezione |
| Nº              | Ritratto          | Ritratto | Nome            | Inizio            | Fine            | Partito      | Elezione |
| --------------- | ----------------- | -------- | --------------- | ----------------- | --------------- | ------------ | -------- |
|                 |                   |          | Federico Borgna | 13 ottobre 2014   | 31 ottobre 2018 | Lista civica | 2014     |
| 31 ottobre 2018 | 26 settembre 2022 | 2018     | Federico Borgna |                   |                 | Lista civica |          |
|                 |                   |          | Luca Robaldo    | 26 settembre 2022 | in carica       | Lista civica | 2022     |